# Fomerey
Fomerey é uma comuna francesa na região administrativa do Grande Leste, no departamento de Vosges. Estende-se por uma área de 5.03 km². Em 2010 a comuna tinha 158 habitantes (densidade: 31,4 hab./km²).